# Église Saint-Conogan de Lanvénégen
L'église Saint-Conogan ou Saint-Cognogan est une église catholique située à Lanvénégen, en France.

## Localisation
L'église est située au cœur du bourg de Lanvénégen.

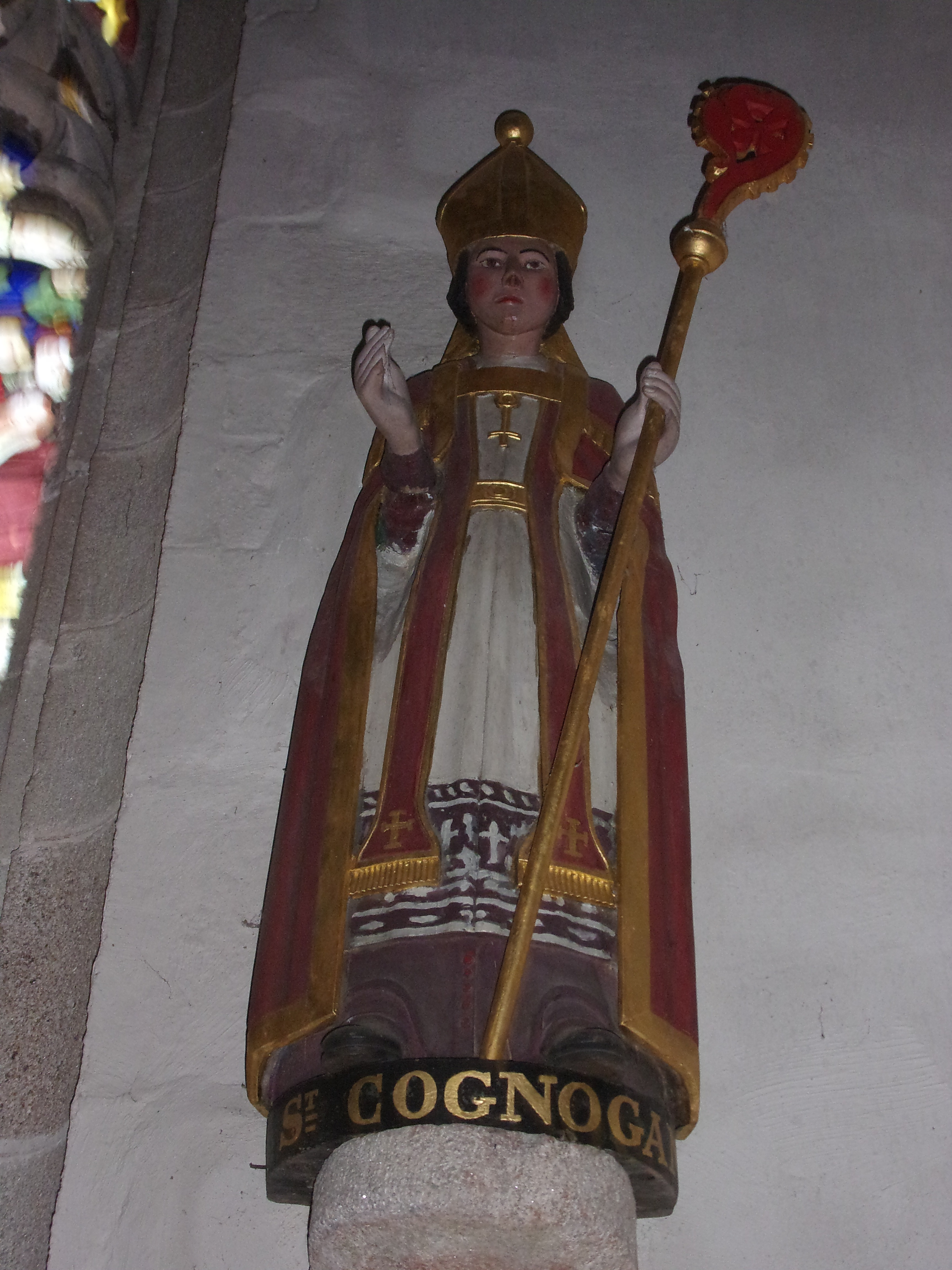
Statue de Saint Conogan, le patron des lieux, en tenue d'évêque et tenant une crosse à la main.

## Historique
Le chevet de l'église est inscrit au titre des monuments historiques par arrêté du 24 avril 1925.
Sur l’un des piliers de l'église se trouve une inscription gothique en relief qui permet de dater l'édifice et mentionne le nom du maître d'ouvrage : M.B Rusquec rectur de Guisguri fit fair ceste eglise l’an M. Vcc VIII (Messire Bertrand de Rusquec recteur de Guiscriff fit faire cette église en l'an mille cinq cent huit). Lanvénégen était alors une trève de Guiscriff.

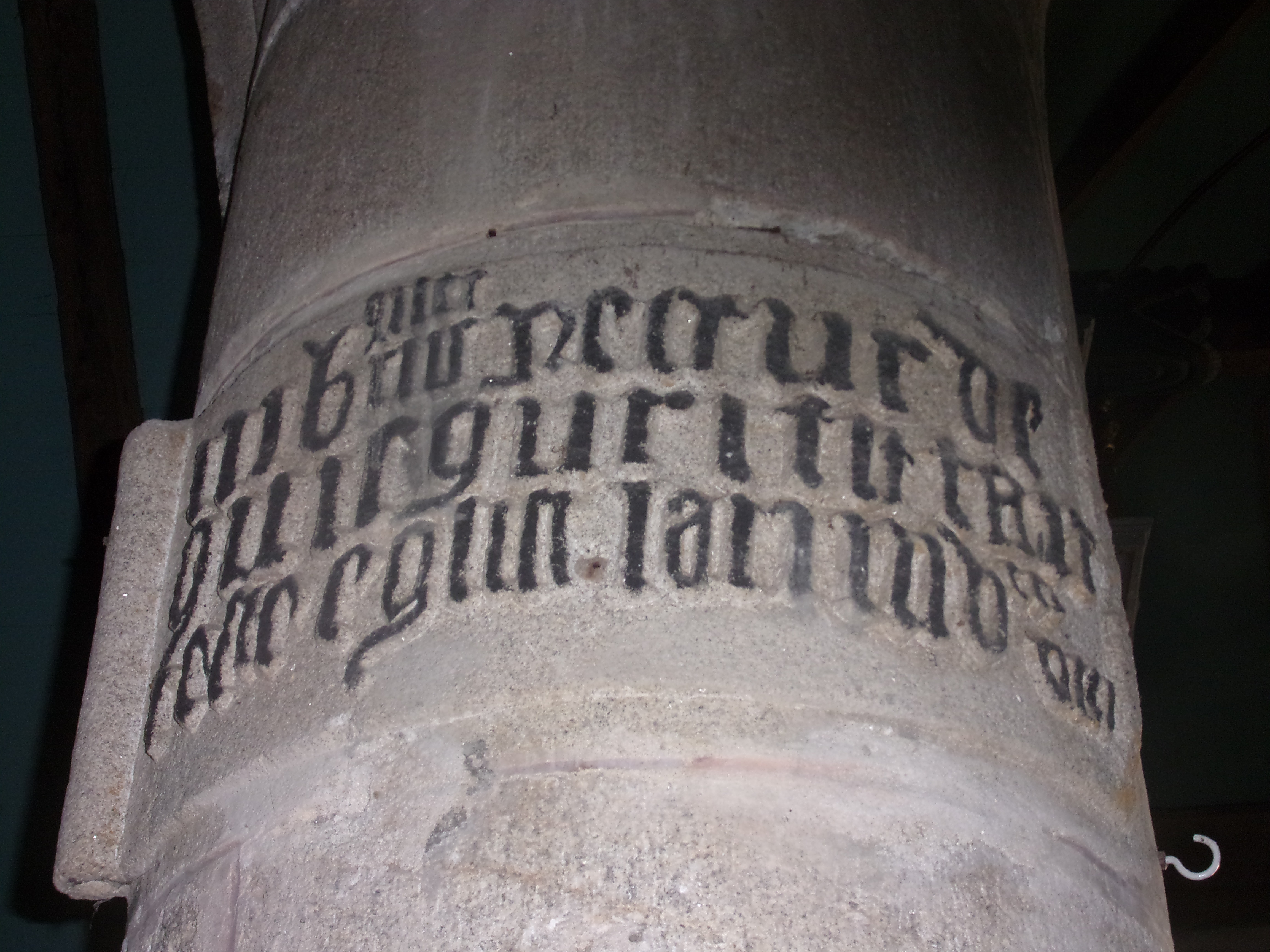
Inscription en relief gothique sur un des piliers de l'église.

L'église a fait l'objet de nombreuses restaurations. Entre 1914 et 1922, le cimetière est transféré de l'enclos paroissial vers un nouvel emplacement à proximité du bourg.

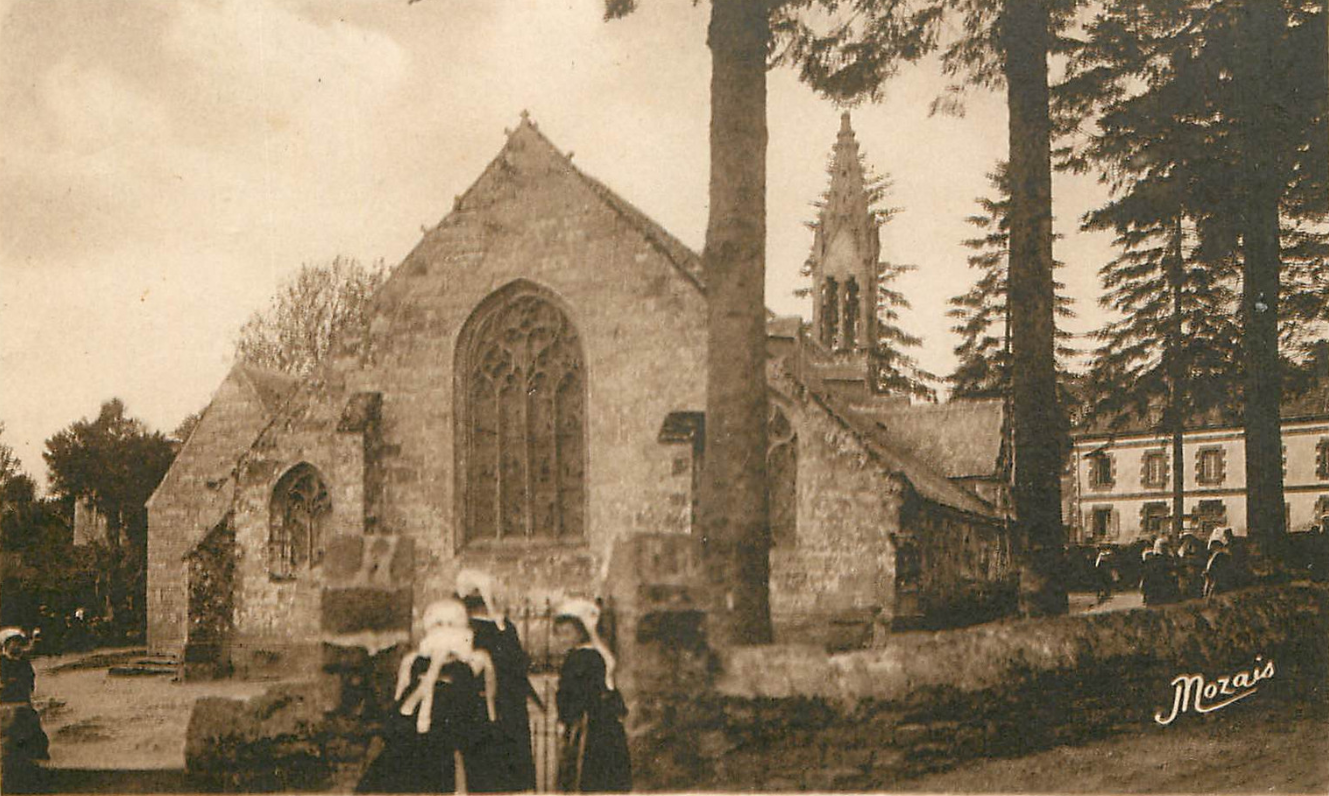
L'église était encore entourée d'un enclos vers 1930.
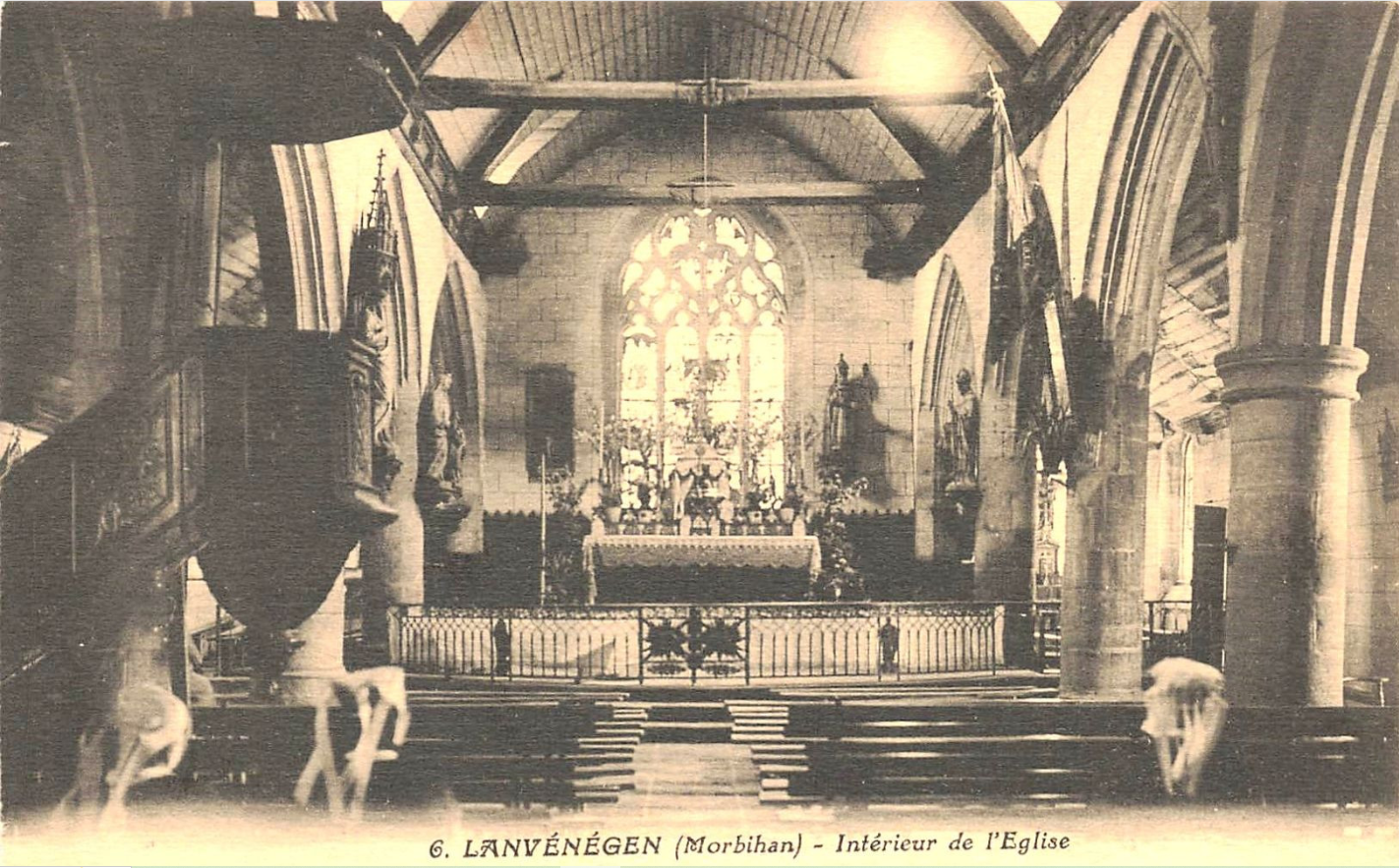
L'intérieur de l'église vers 1930. La chaire à prêcher et plusieurs statues ont disparu.

## Description

### Architecture
L'église dédiée à Saint Conogan est un édifice du XVIe siècle, en grand et moyen appareils, de forme rectangulaire, avec deux bas-côtés prolongés jusqu’au fond du chœur. Au sud, porche carré, à l’ouest, tour en pierre surmontée d’une flèche polygonale à crosses. Le chœur est garni de stalles sculptées. 

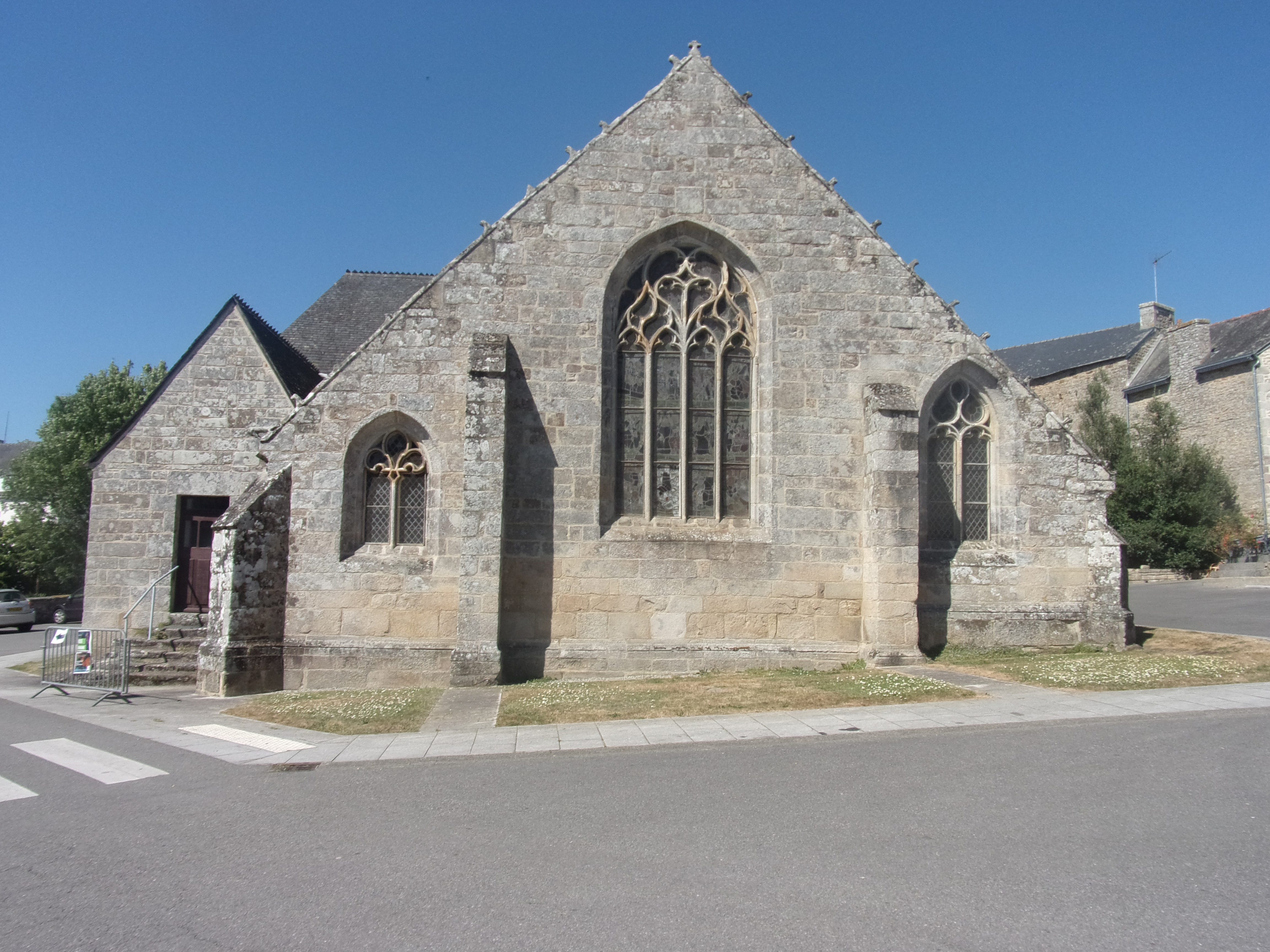
Chevet de l'église inscrit au titre des monuments historiques.
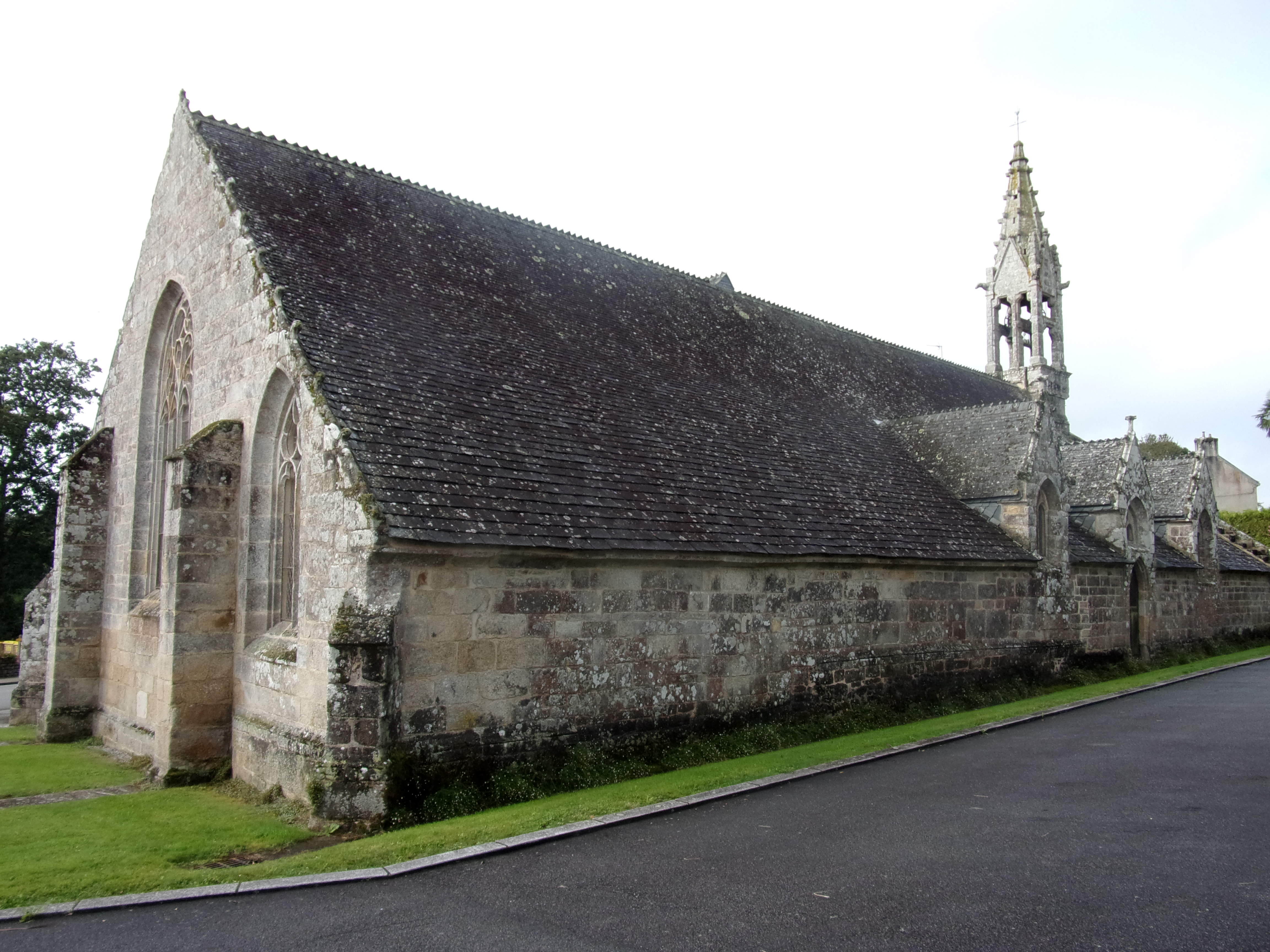
Façade nord de l'église.
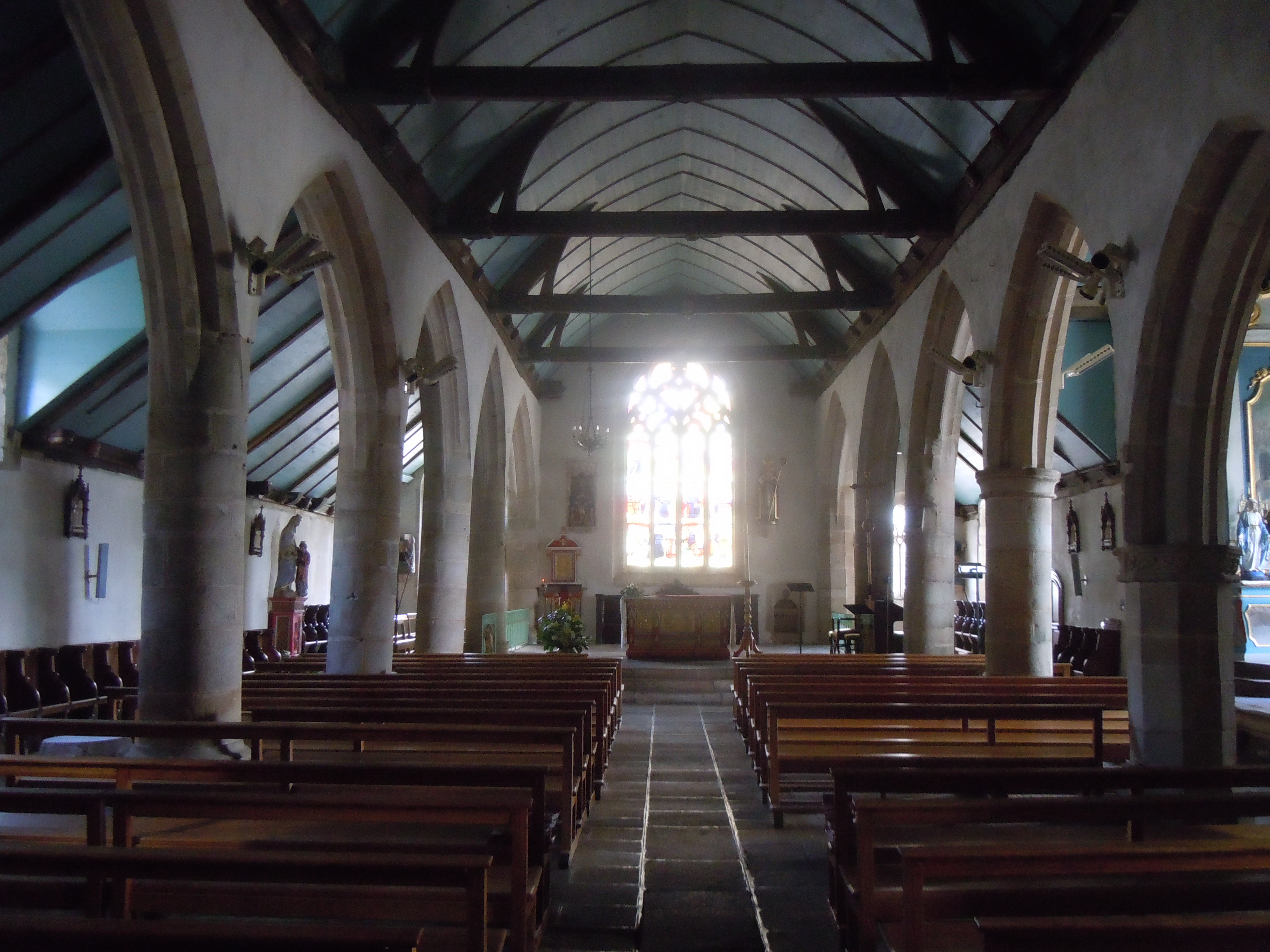
Vue générale de l'intérieur de l'église.

### Les fenêtres et les vitraux
Les fenêtres sont ogivales, à meneaux en flammes, fleurs de lys et trilobes, et renferment des restes considérables de vitraux.  Le tympan de la fenêtre a été entièrement refait. Il se compose de dix lobes, les quatre principaux qui forment un cœur parfait sont peuplés d’anges portant les instruments de la Passion du Christ. Les six autres, à droite et à gauche ou au-dessous, sont ornés de branches de grenadier avec feuilles, fleurs ou fruits. Sur ces branches on a eu l’heureuse idée de dessiner les armoiries des principaux seigneurs de Lanvénégen au commencement du XVIe siècle, et contemporains de l’exécution du vitrail.  Au sommet de la fenêtre, le soufflet contient les armes mi-partie du Chastel et du Chastelier, en mémoire de François du Chastel, seigneur supérieur de Guiscriff et de Lanvénégen par son mariage, en 1522, avec Claudine du Chastelier, dame de Gournoise. Ces armes sont : Fascé d'or et de gueules de 6 pièces, qui est du Chastel ; et d'or à 9 quintefeuilles de gueules posées 3, 3, 3, qui est du Chastelier, seigneur de Gournoise. À droite des lobes formant cœur, les armes de Guéguen, seigneur de Saint-Quijeau : d'or à l'arbre de sinople, le tronc chargé d'un sanglier passant de sable ; au-dessous, celles de la Teste, seigneur de Lescréant : de gueules au cygne d'argent tenant en son bec une croix dentelée de même ; à gauche, les armes de Kervenozaël, seigneur de Rozangat : d'argent à 5 fusées rangées en fasce et accolées de gueules, surmontées de 4 molettes de même ; au-dessous, celles du seigneur de Lanzonnet : d'azur au cor d'argent accompagné en chef d'un fer de lance de même, la pointe en haut ; dans un à-jour formé par les 4 lobes mentionnés en premier lieu, se trouvent les armes des Saint-Pezran qui ont succédé aux Kervénozaël, comme seigneurs de Rozangat : de sable à la croix pattée d'argent. Les vitraux ont été habilement restaurés à la fin du XIXe siècle par le maître verrier Hucher, du Mans. Le chanoine Le Méné écrit en 1891 au sujet de la restauration de la grande verrière : 

« Grâce à cette importante restauration, cette verrière est devenue, sans contredit, l’une des plus remarquables du diocèse. Un peintre verrier, l’ayant examinée en 1891, n’a pas hésité à dire qu’il l’estimait vingt mille francs. »

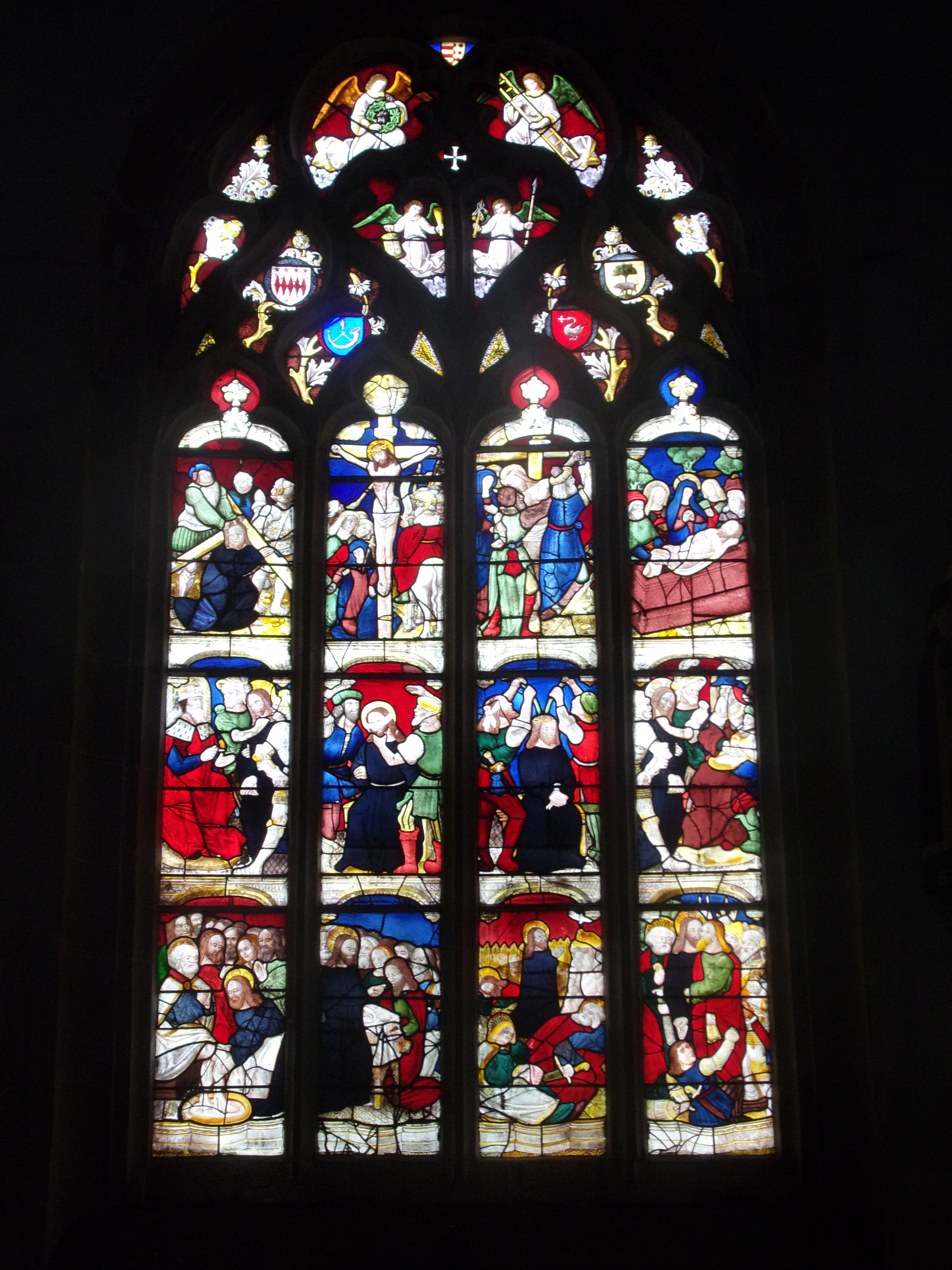
La maîtresse-vitre.
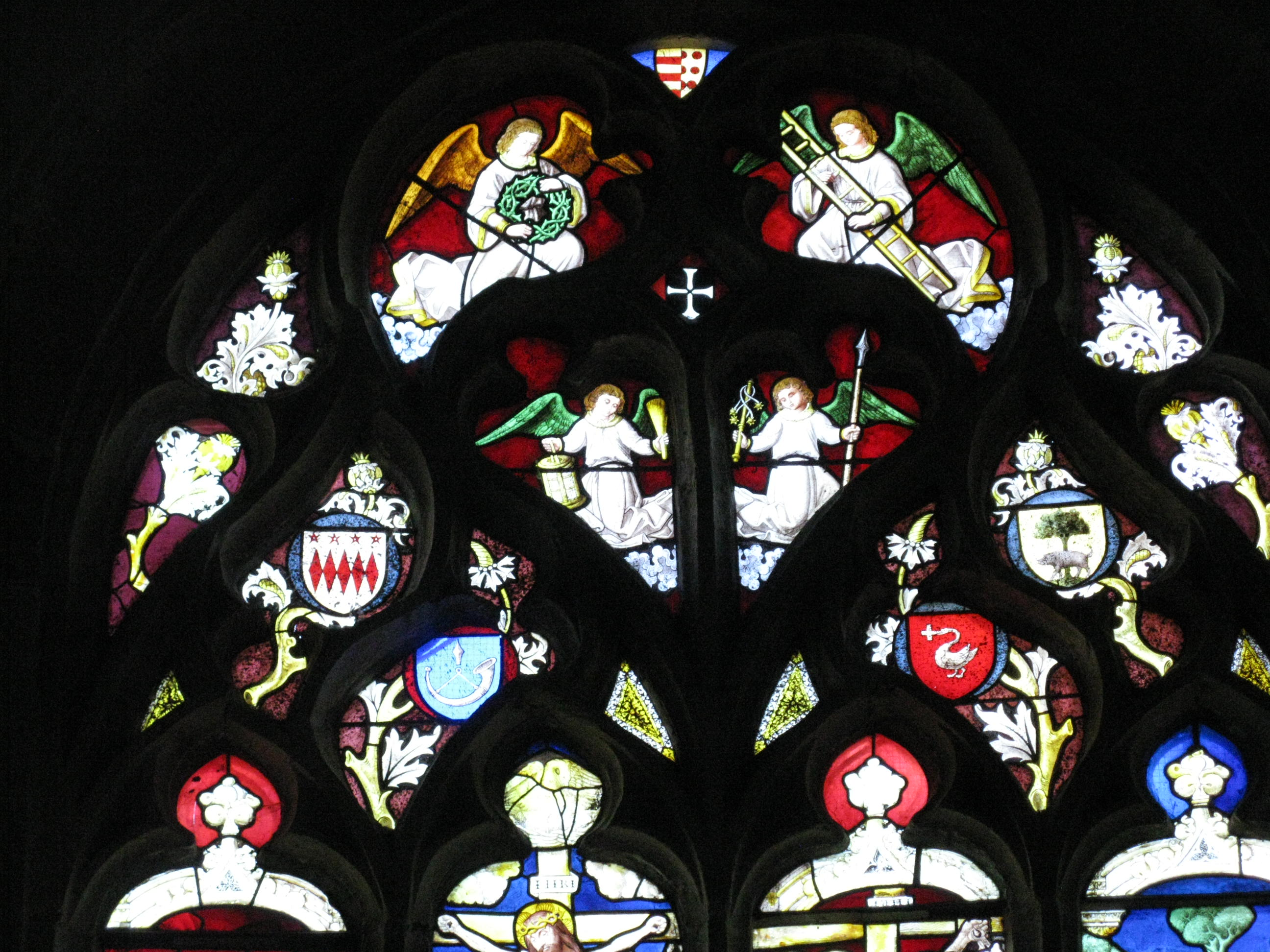
Tympan de la fenêtre, composé de dix lobes.

### La charpente et ses éléments de décor
Le vaisseau central est couvert par une charpente lambrissée en berceau brisé. Les entraits à engoulants et les sablières sont ornés d'écus et de mascarons.

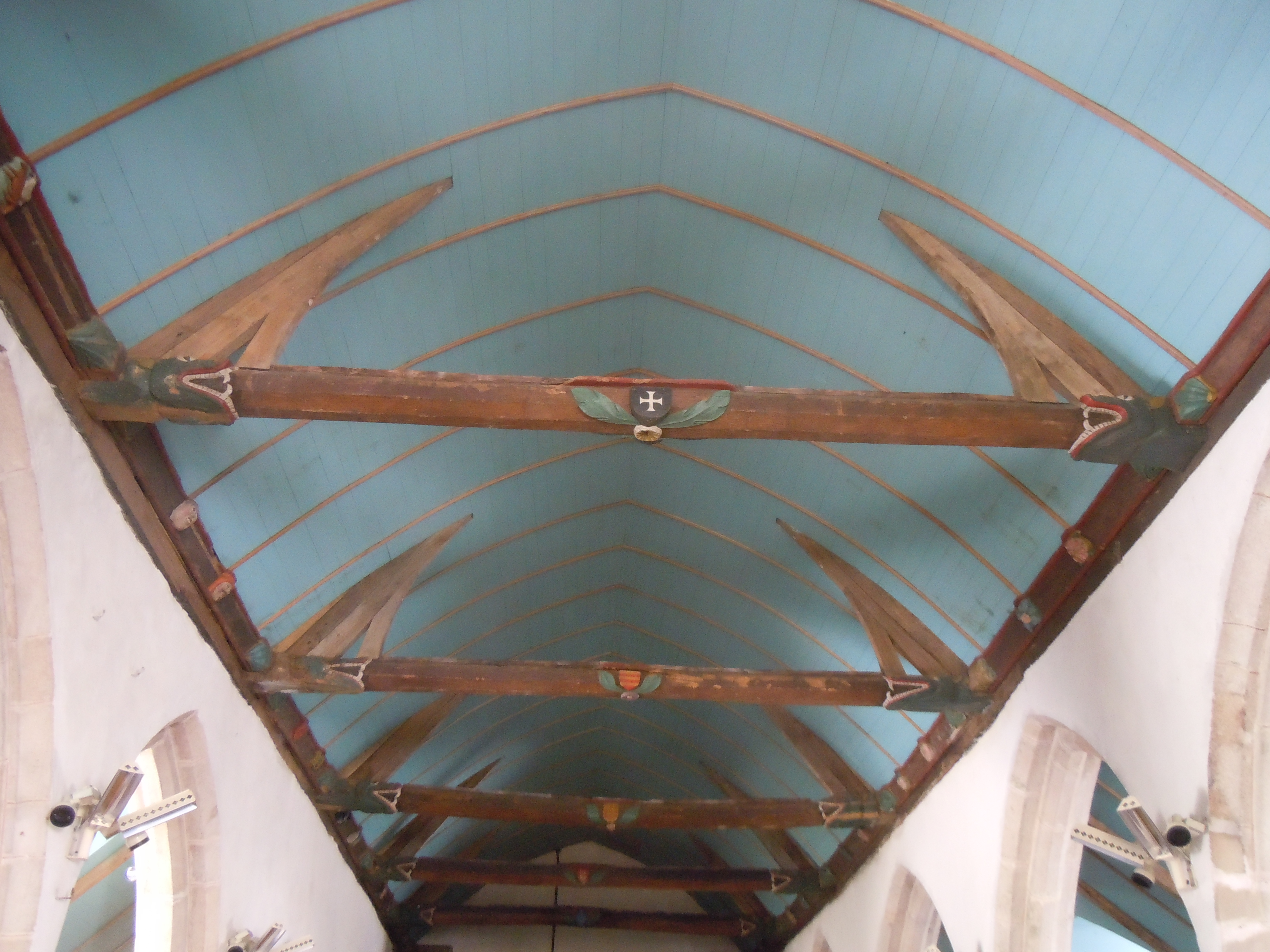
Vue générale de la charpente de la nef avec les entraits à engoulants.

#### Les écus

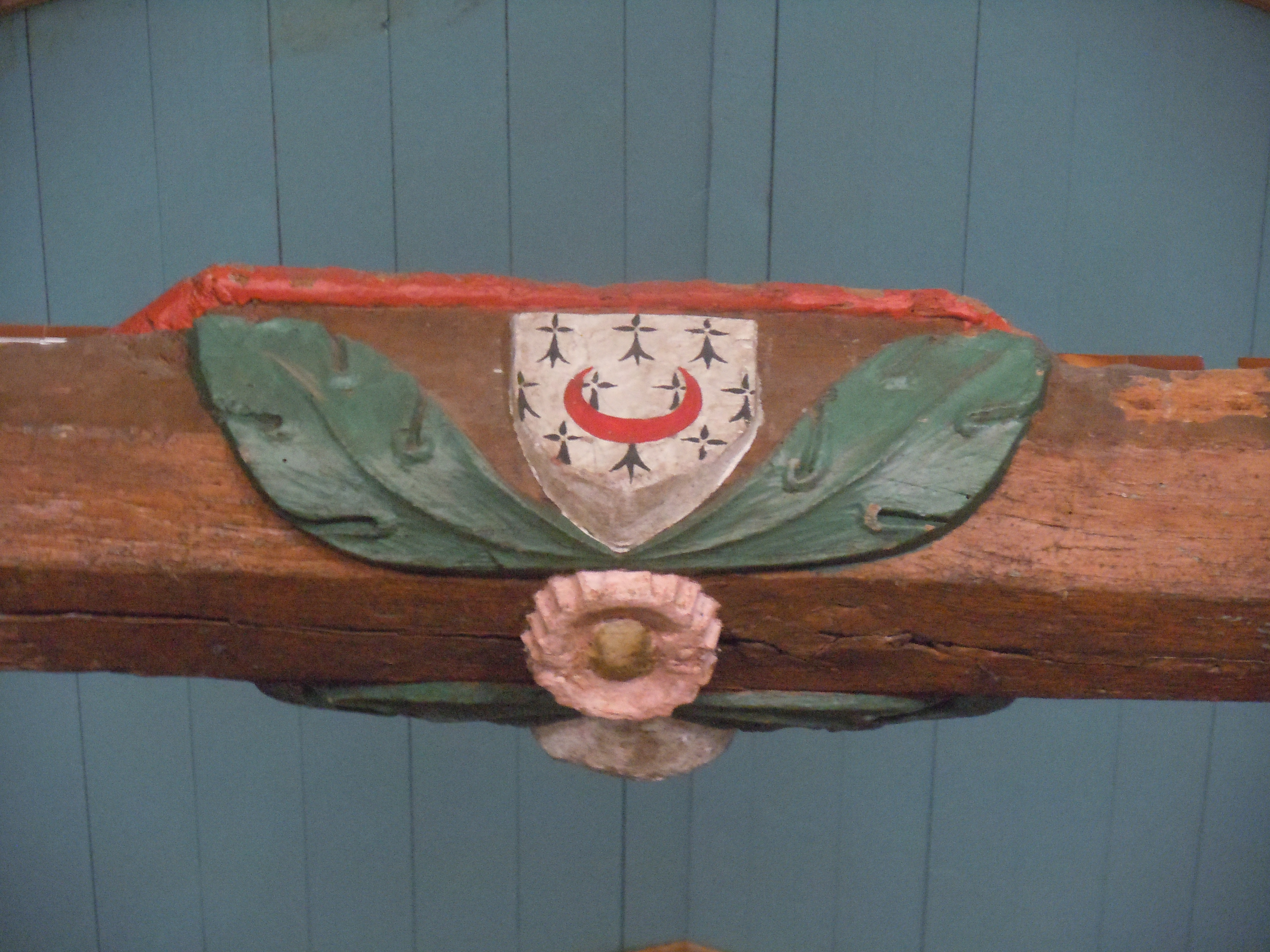
L'écu des seigneurs de Quimerch, sur l'un des entraits.
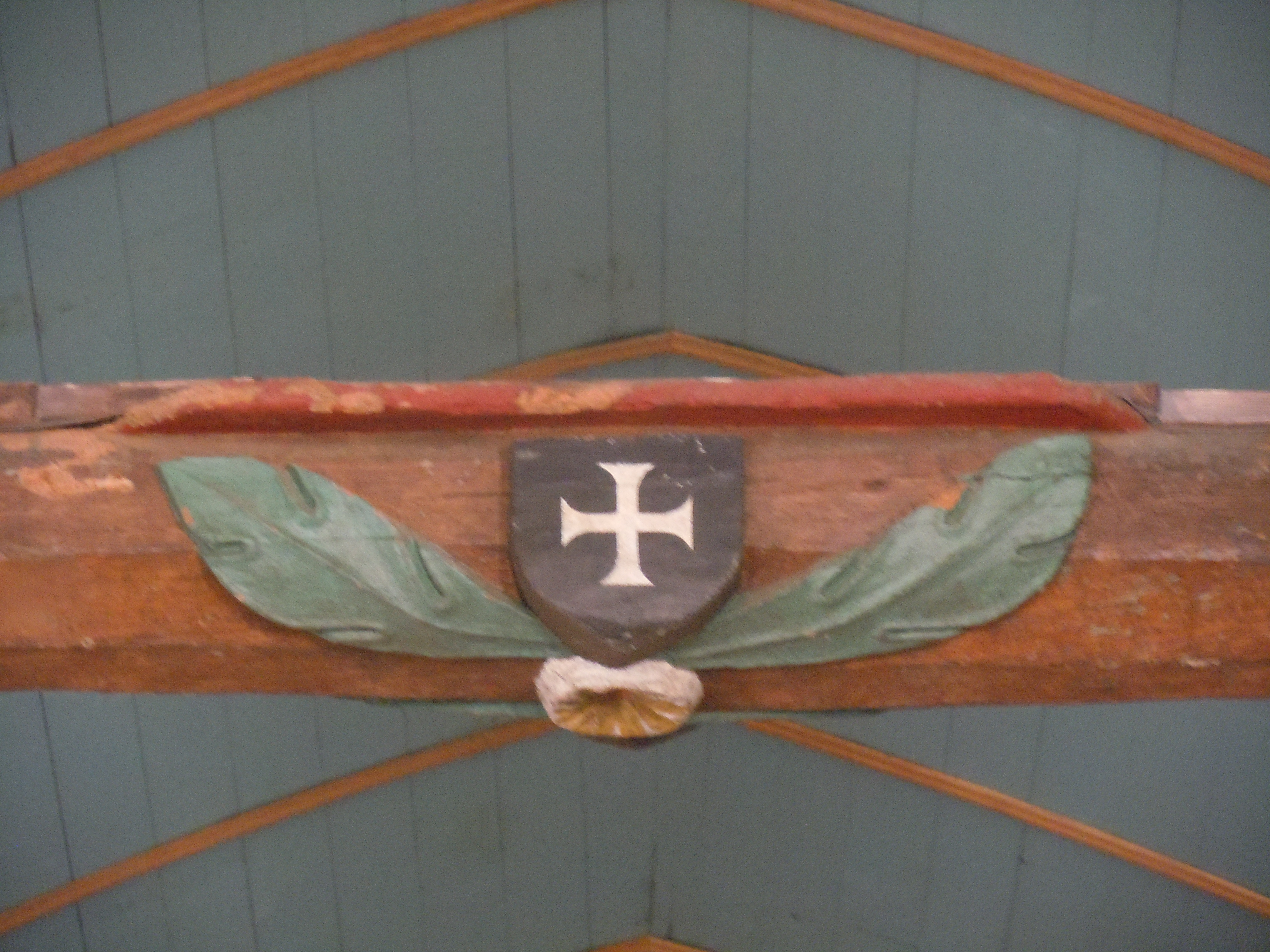
L'écu de la famille de Saint-Pezran, sur l'un des entraits.
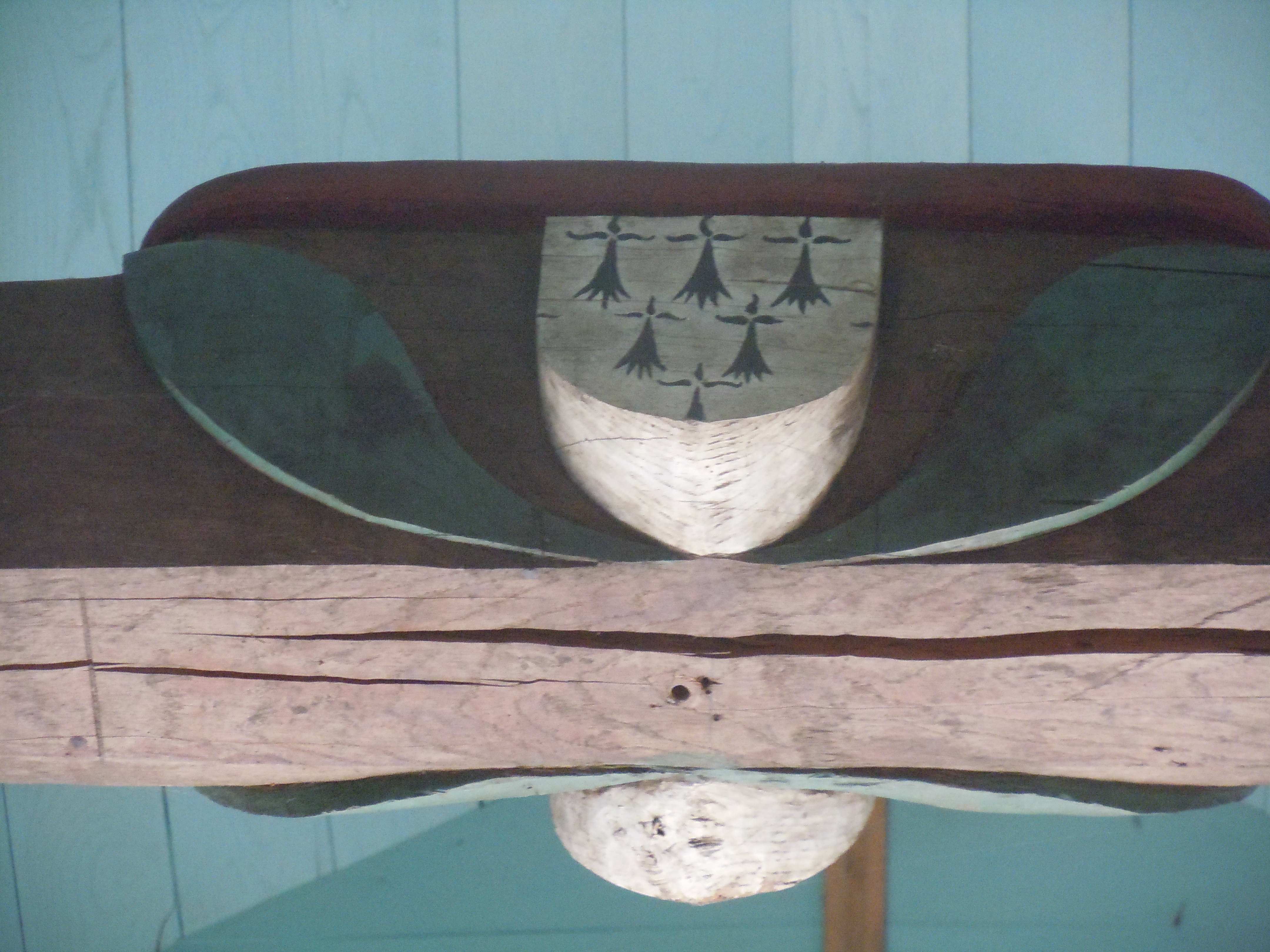
L'écu des duc de Bretagne, sur un des entraits.
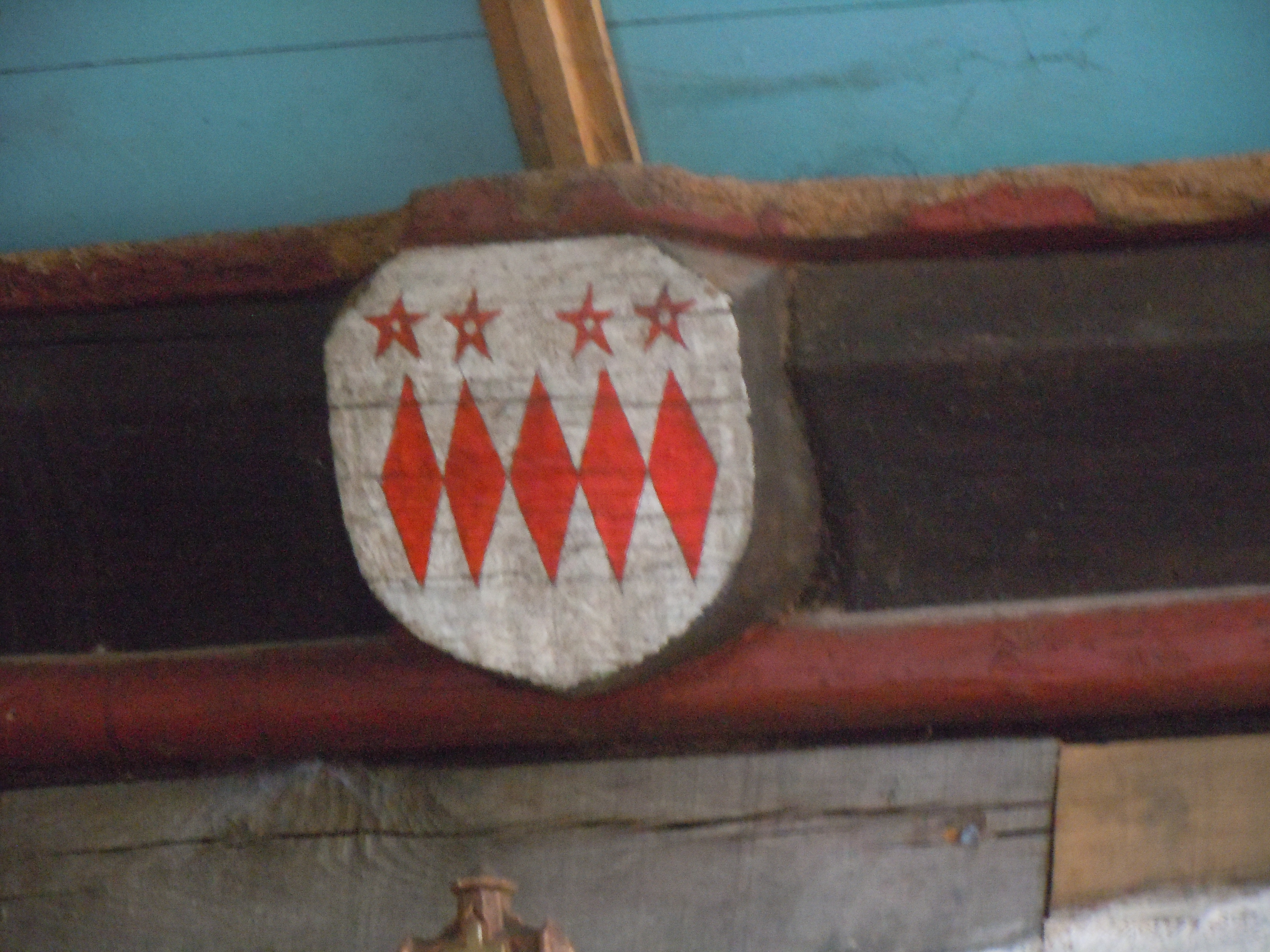
L'écu de la famille de Kervenozaël, sur l'une des sablières.

#### Les têtes sculptées
La nef et les bas-côtés sont ornés d'un bel ensemble de têtes sculptées. Seule la chapelle sud en est dépourvue. Une restauration complète de la charpente a été réalisée en 2006, sans toucher à la polychromie des sculptures. C'est une assemblée de paroissiens aux expressions diverses qui nous contemplent de là haut. On y découvre une large panoplie de couvre-chefs, la mode étant alors de ne point vivre tête nue. Ceux-ci varient en fonction du sexe et de la catégorie sociale. Les hommes les plus riches portent un chaperon, longue pièce de drap que l'on enroule autour de la tête, alors que les paysans portent un calot. Les jeunes femmes portent des coiffes à ouverture carrée et retombant en plis sur les oreilles.

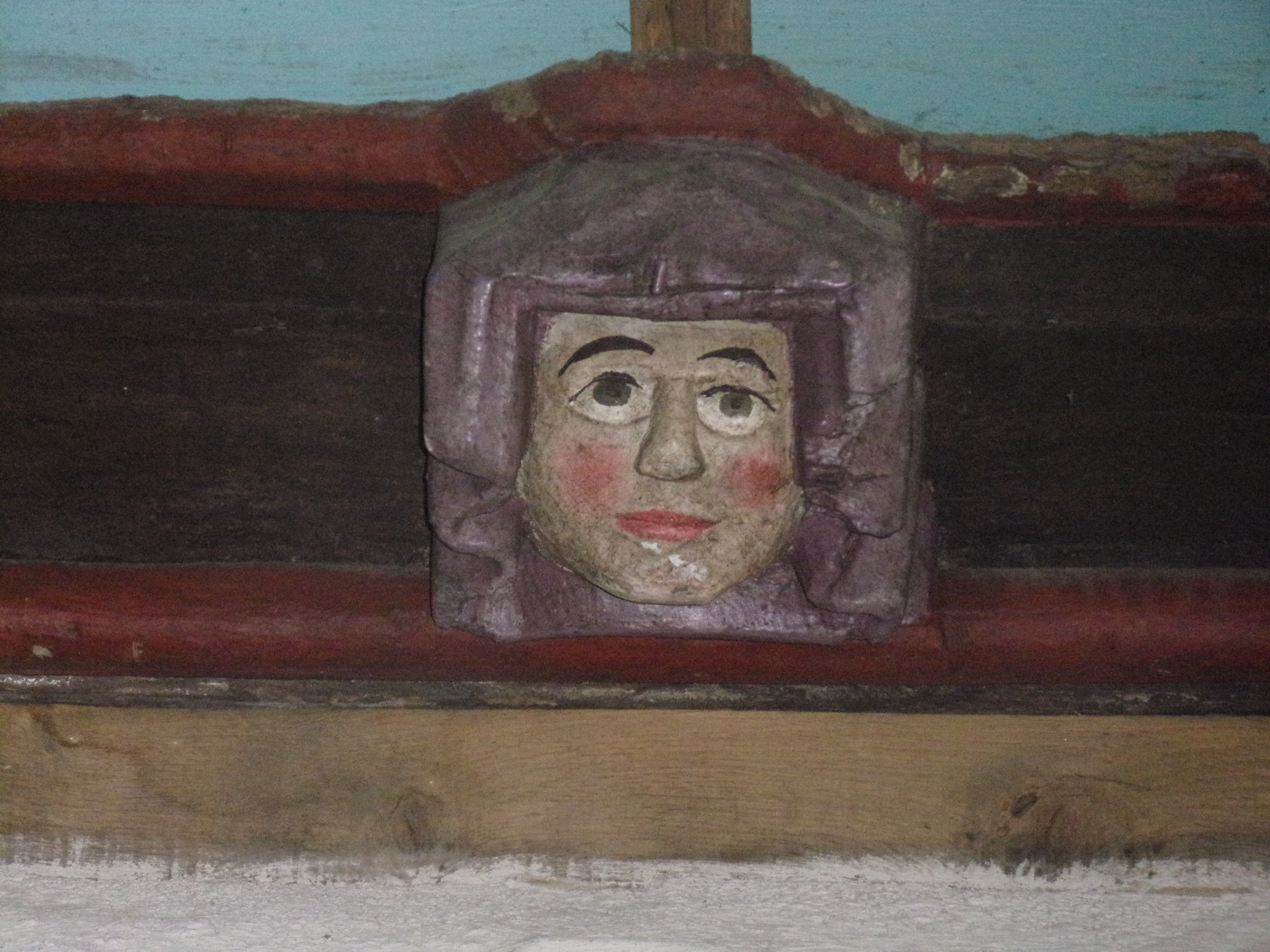
Tête de femme portant une coiffe carrée retombant en plis sur les oreilles.
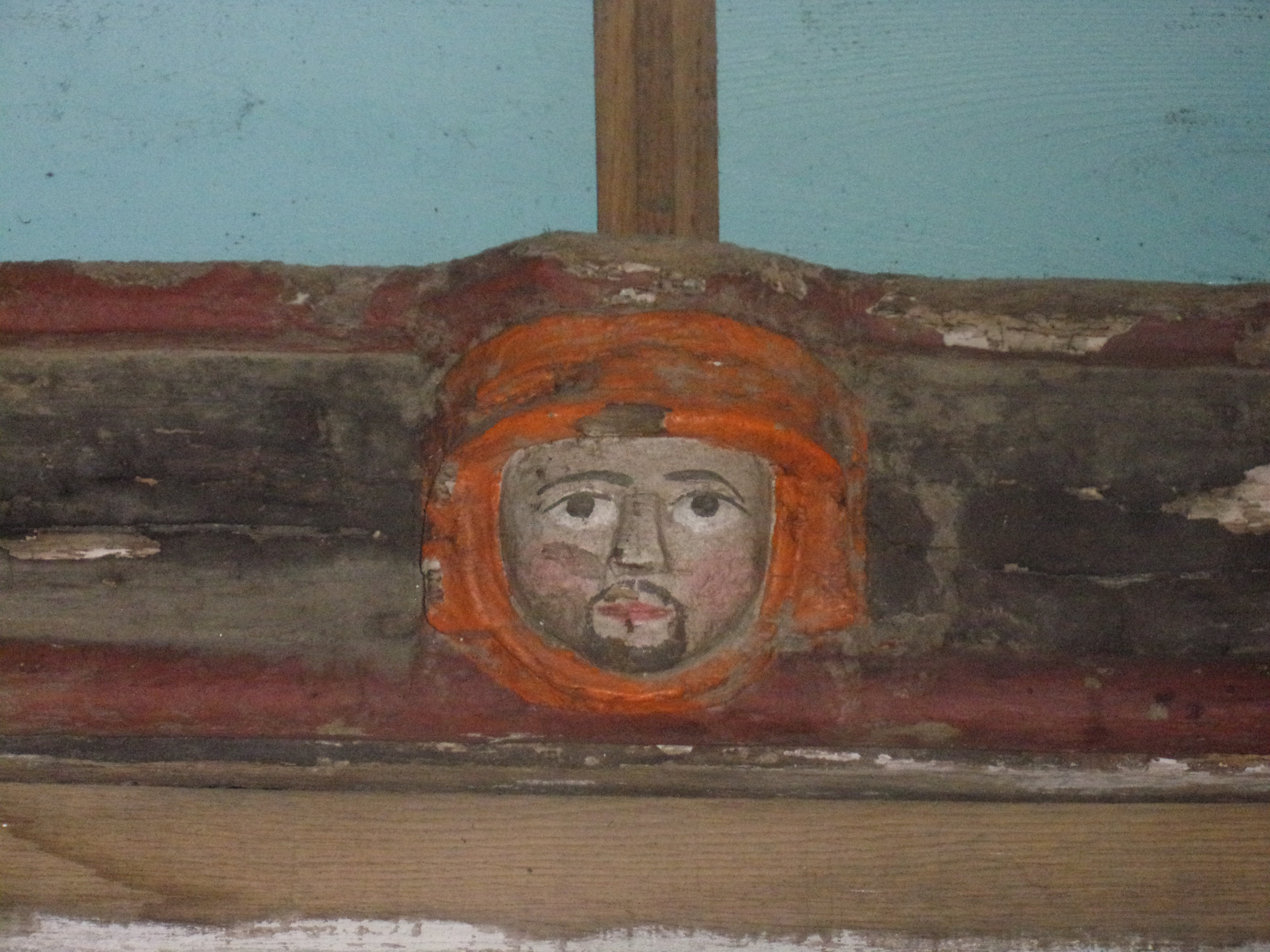
Tête d'homme portant un chaperon.
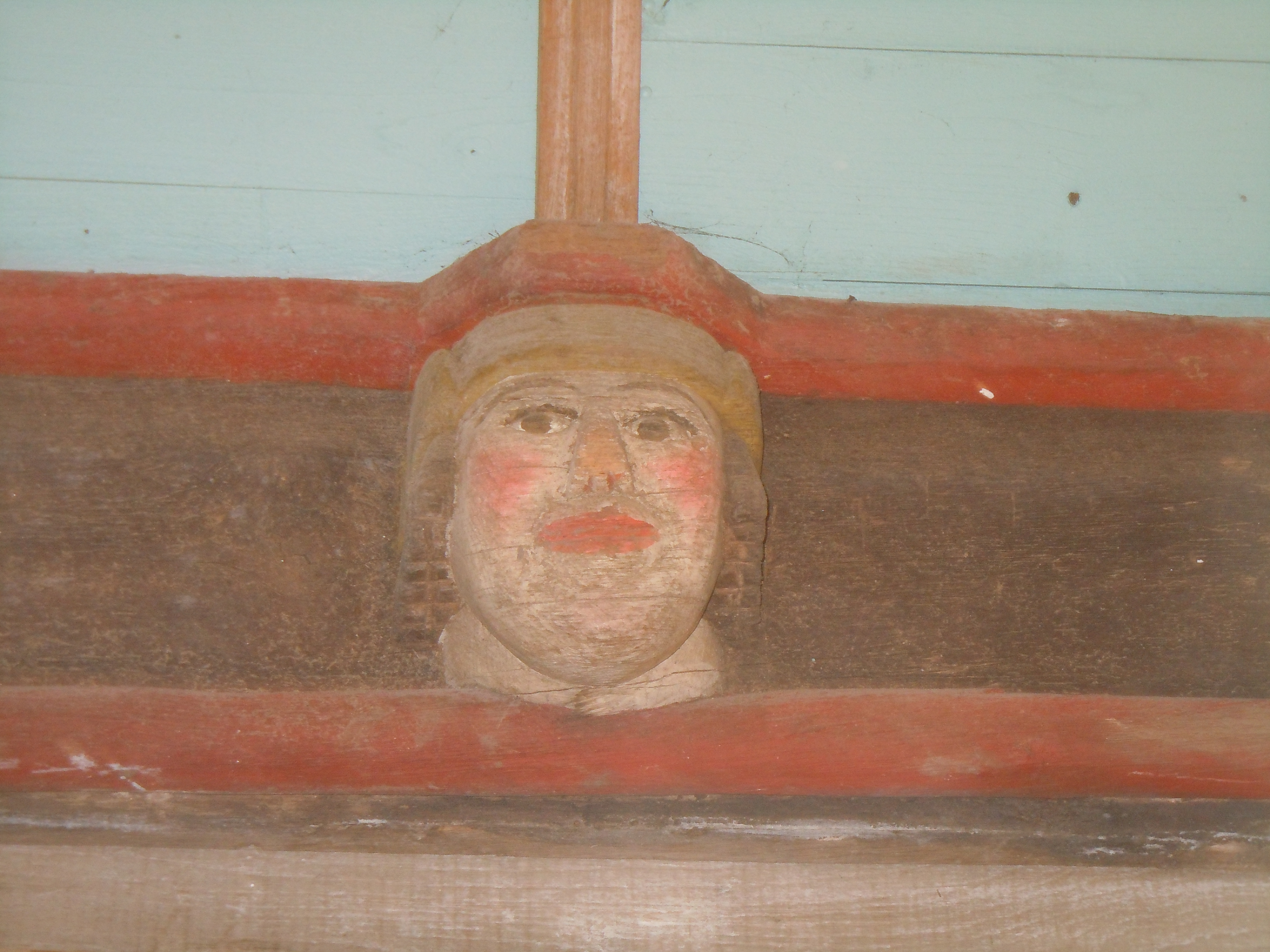
Tête d'homme portant un calot
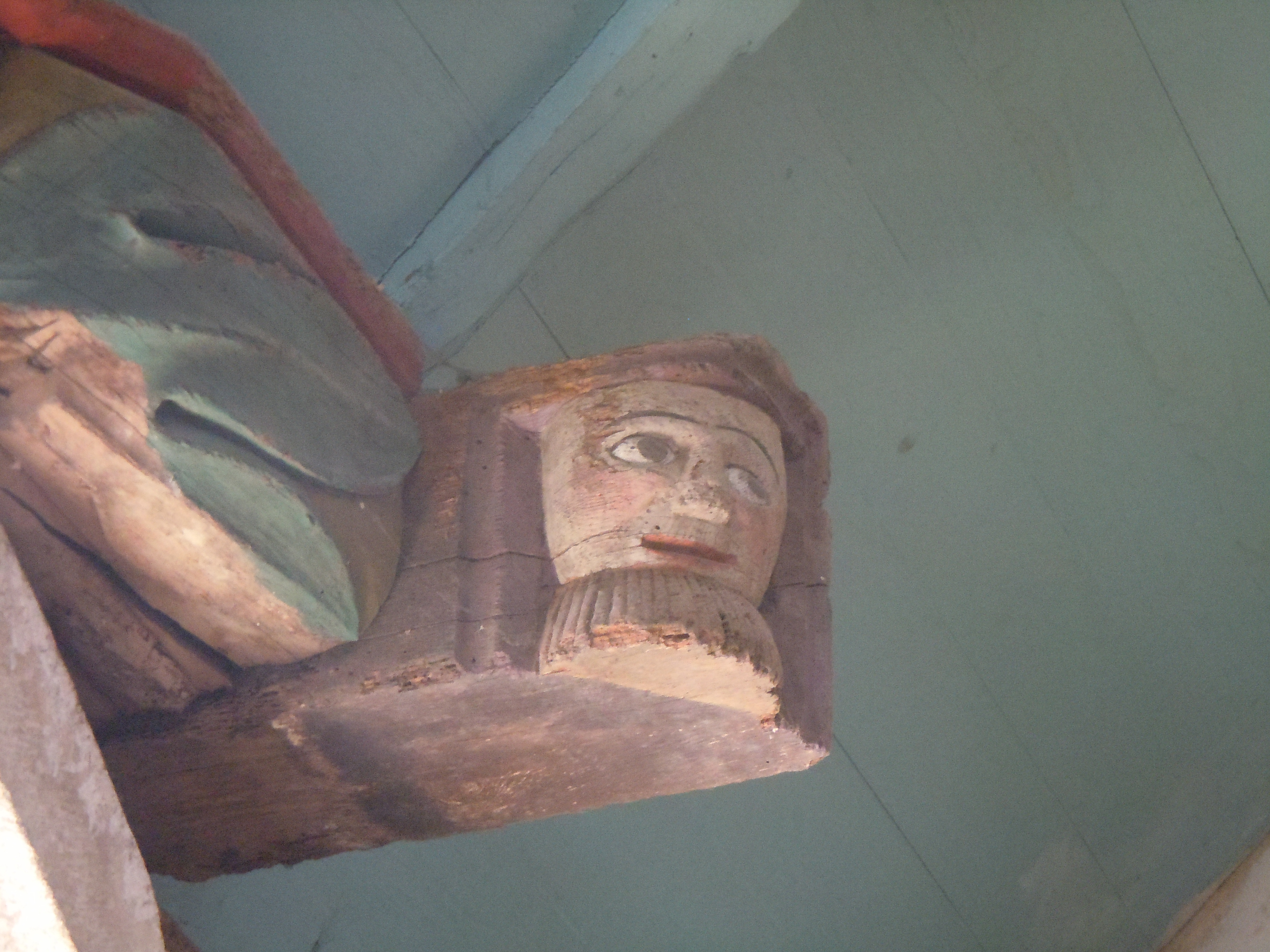
Visage humain sculpté au niveau d'un des blochets.

### Les fonts baptismaux

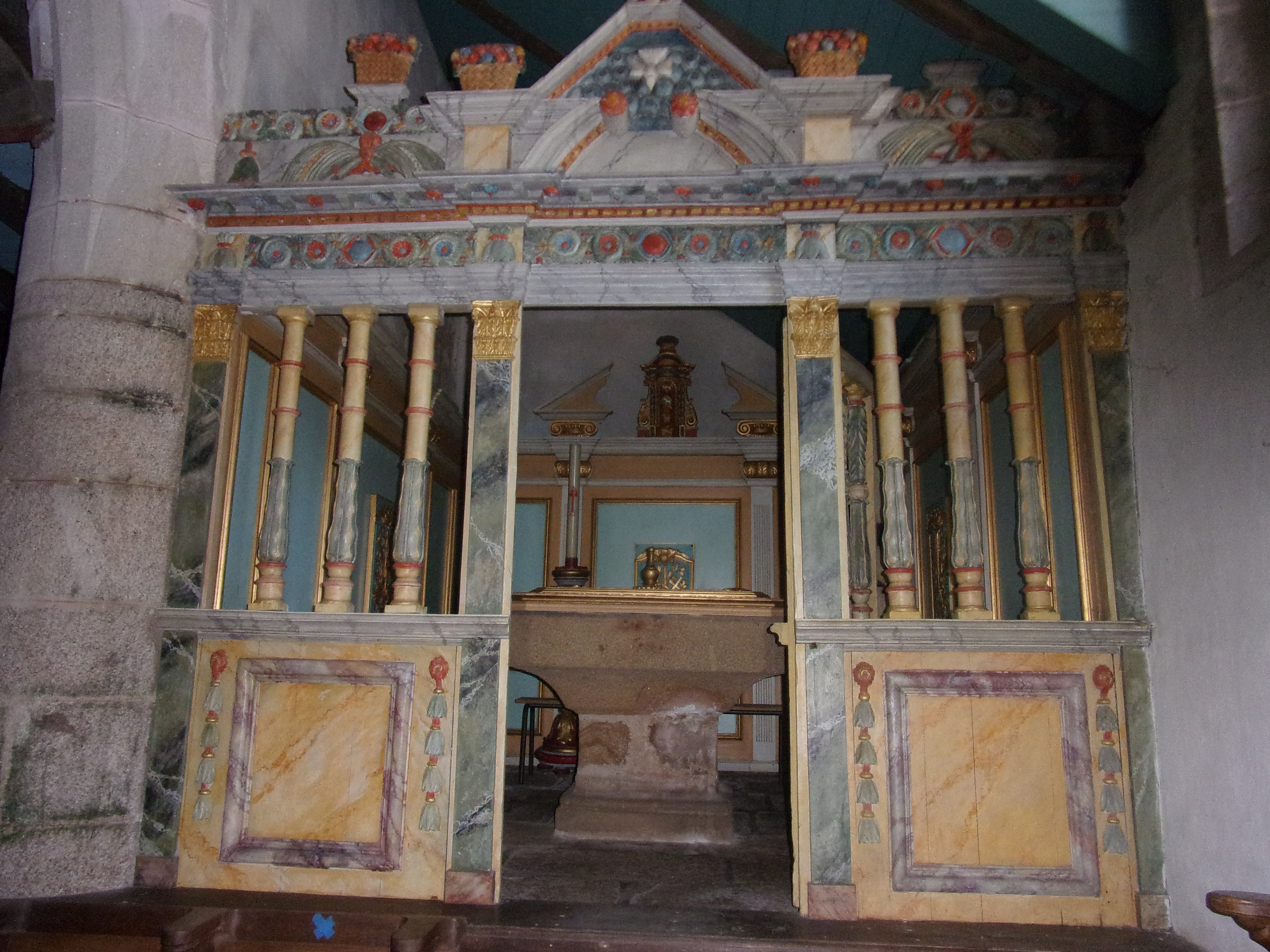
Les fonts baptismaux.